# Hayravank
Hayravank ou Ayrivan (en arménien Հայրավանք) est une communauté rurale du marz de Gegharkunik, en Arménie. Elle compte 852 habitants en 2008.
Le monastère de Hayravank est situé non loin de cette communauté.